# Kozhikode (distrikt)

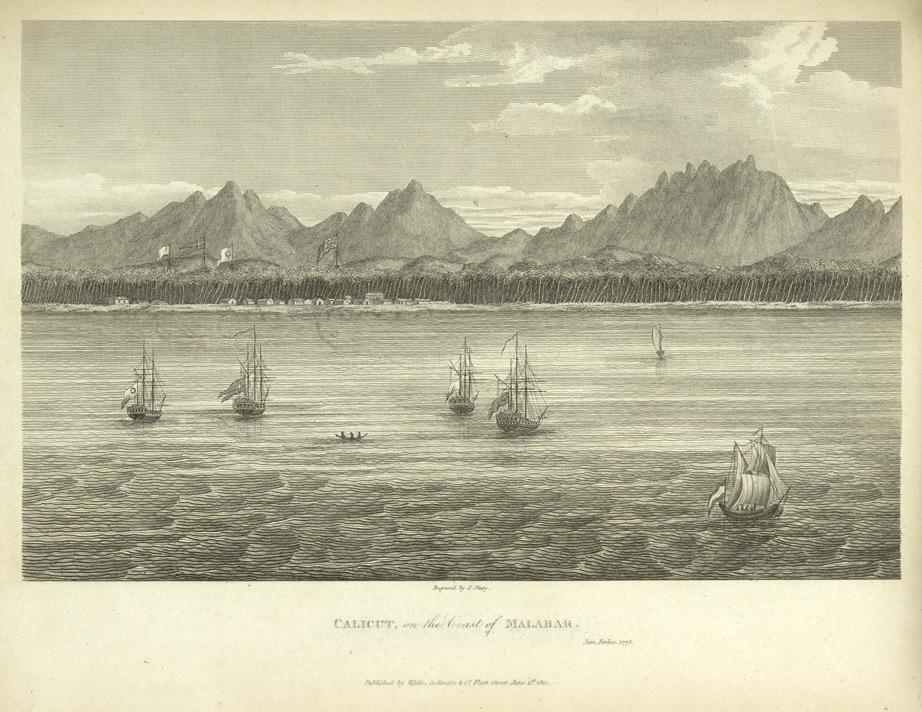
Calicut vid Malabarkusten 1813.

Kozhikode (malayalam: കോഴിക്കോട് ജില്ല)  (äldre namn Calicut) är ett distrikt i den indiska delstaten Kerala. Huvudort är staden med samma namn.